# Formas de crescimento de líquens
Líquens são organismos simbióticos formados por múltiplas espécies: um fungo, um ou mais fotobiontes (uma alga e/ou uma cianobactéria) e, às vezes, uma levedura. Eles são frequentemente agrupados por sua aparência externa, uma característica conhecida como sua forma de crescimento. Essa forma, baseada na aparência da parte vegetativa do líquen (seu talo), varia conforme a espécie e as condições ambientais que enfrenta. Aqueles que estudam líquens (liquenologistas) descreveram cerca de uma dúzia dessas formas: areolado, bissoide, calicioide, cladoniforme, crostoso, filamentoso, folioso, fruticoso, gelatinoso, leproso, placodioide e esquamuloso. Tradicionalmente, crostoso (plano), folioso (semelhante a folhas) e fruticoso (arbustivo) são considerados as três principais formas. Além desses tipos de crescimento mais formalizados, há um pequeno número de tipos informais nomeados por sua semelhança com líquens de gêneros específicos. Esses incluem alectorioide, catapirenioide, cetrarioide, hipogimnioide, parmelioide e usneoide.

## Contexto
Líquens são organismos compostos formados por múltiplas espécies: um parceiro fúngico, um ou mais parceiros fotossintetizantes (também conhecidos como fotobiontes) e, às vezes, uma levedura. Trata-se de uma relação simbiótica, na qual cada parceiro contribui. Na maioria dos casos, o parceiro fúngico fornece a estrutura na qual os diferentes parceiros vivem; essa estrutura ajuda a proteger o fotobionte de pressões ambientais. O(s) parceiro(s) fotobionte(s) fornece(m) os nutrientes necessários para a sobrevivência dos parceiros. A levedura (quando presente) parece ajudar a afastar microrganismos e predadores potenciais por meio da produção de diversos compostos químicos. Os tipos de talo evoluíram para fornecer ao fotobionte do líquen níveis ótimos de luz, água e dióxido de carbono, com diferentes condições ambientais favorecendo diferentes formas.

## Formas de crescimento
Com exceção dos líquens calicioides, as formas de crescimento dos líquens são baseadas na aparência do talo, que é a parte vegetativa (não reprodutiva) do líquen. Na maioria das espécies, essa forma é determinada pelo parceiro fúngico do líquen, embora em um pequeno número de casos seja a alga ou cianobactéria (o parceiro fotossintetizante do líquen) que determina a forma geral do organismo. As agrupações por forma de crescimento nem sempre são consistentes com a taxonomia dos líquens; líquens com formas de crescimento semelhantes não são necessariamente relacionados, e alguns que são relacionados não apresentam formas de crescimento similares. Nem todas as espécies podem ser facilmente categorizadas. Algumas exibem características de duas formas de crescimento, e diferentes autores podem classificá-las em grupos distintos. Em geral, uma espécie específica apresenta a mesma forma de crescimento geral onde quer que seja encontrada, mas isso nem sempre ocorre. Tradicionalmente, crostoso, folioso e fruticoso são considerados as três principais formas.

### Areolado
Um líquen areolado é a forma mais comum de líquen crostoso. Como todos os líquens crostosos, ele tem uma aparência semelhante a tinta e é inseparável do substrato no qual cresce. No entanto, seu talo é dividido em seções poligonais regulares, que podem parecer lama rachada, tinta descascada ou pequenas ilhas. Essas seções, conhecidas como areolas, são cercadas por uma fina camada de hifas fúngicas chamada hipotalo. Essa camada, geralmente escura, cresce mais rápido que o talo que está acima dela. Essa forma de crescimento é uma adaptação que permite ao líquen lidar com períodos alternados de umidade e seca. Durante períodos úmidos, o líquen pode absorver água, seus tecidos podem inchar e as rachaduras se fecham. O termo "areolado" deriva da palavra em latim areolatus, que significa "com areolas" (o plural de uma forma diminutiva de area, que significa "auréola" ou "espaço aberto") combinado com o sufixo latim -atus, que significa "dotado de" ou "semelhança".
- Espécie de Rhizocarpon
- Acarospora strigata
- Caloplaca maculata [en]

### Bissoide
Um líquen bissoide tem uma aparência leve, algodonada ou semelhante a lã cardada devido às hifas fúngicas frouxamente entrelaçadas em seu talo. Ele não possui um córtex externo. Líquens com esse tipo de crescimento podem ser divididos em dois tipos. Em um tipo, o talo é dominado por hifas fúngicas, com um fotobionte – geralmente uma alga verde cocóide – espalhado por ele. No outro, o talo é dominado por filamentos de fotobionte com uma fina camada fúngica. Líquens bissoides não são particularmente comuns, mas ocorrem em várias ordens e famílias. Embora sejam encontrados em diversos habitats, parecem ser mais comuns em florestas tropicais. Líquens bissoides geralmente crescem em áreas de alta umidade, em superfícies sem contato direto com chuva ou água corrente – como espinhos de cactos em oásis de neblina ou a parte inferior de galhos em florestas tropicais. A estrutura frouxa do talo e a ausência de córtex podem permitir que absorvam vapor d'água diretamente do ar. Alguns liquenologistas consideram os líquens bissoides um tipo especializado de líquen fruticoso. O termo "bissoide" deriva da palavra grega βύσσος (býssos), que significa "tecido de linho de fios muito finos" (via latim byssus), combinada com o sufixo latim -aceus (via inglês -aceous), que significa "de ou pertencente a" ou "com a natureza de".
- Roccellinastrum neglectum
- Espécie de Coenogonium [en]

### Calicioide
Diferentemente das outras formas de crescimento descritas aqui, um líquen calicioide é distinguido por seus esporocarpos, e não por seu talo. Membros da ordem Caliciales (que dá o nome à forma), são comumente conhecidos como "líquens de alfinete". Nestes líquens, esporos maduros acumulam-se em uma camada espessa na superfície dos esporocarpos. Essa camada, chamada mazaedium, é tipicamente marrom ou preta, e os esporos são dispersos passivamente a partir dela. A maioria dos líquens calicioides é crustosa com corpos frutíferos minúsculos e pedunculados. No entanto, como a característica fundamental de um líquen calicioide é a presença de um mazaedio (massa pulverulenta de esporos e paráfises formada pela desintegração dos ascos), e não um esporocarpo pedunculado, alguns líquens fruticosos também se enquadram nesta categoria. Líquens calicioides são geralmente restritos a florestas primárias e podem ser usados como indicadores da idade e qualidade desses ecossistemas.
- Calicium viride [en]
- Chaenotheca brunneola

### Cladoniforme
Um líquen cladoniforme é aquele com um talo dimórfico. A forma é nomeada pelo gênero Cladonia [en], pois a maioria dos líquens neste gênero apresenta uma combinação de dois tipos de crescimento: esquamuloso e fruticoso. O talo primário é composto por pequenas escamas sobrepostas, enquanto o talo secundário (que suporta as estruturas sexuada do líquen) tem aparência fruticosa. Esses talos secundários, conhecidos como podécios, podem ser ramificados, em forma de espiga ou em forma de taça. Líquens com essa forma de crescimento são encontrados nas famílias Cladoniaceae [en] e Baeomycetaceae.
- Cladonia furcata [en], com podécios ramificados
- Cladonia macilenta, com podécios em forma de espiga
- Cladonia pyxidata, com podécios em forma de taça

### Crostoso
Um líquen crostoso, como o nome sugere, é semelhante a uma crosta e bidimensional, firmemente ligado em quase todos os pontos ao substrato no qual cresce. Geralmente, não pode ser removido do substrato sem a destruição parcial de um ou de outro. Alguns líquens crostosos são espessos e irregulares, outros finos e lisos, e alguns estão quase completamente submersos no substrato, com apenas apotécios emergindo à superfície. Líquens crostosos não possuem um córtex inferior, embora a maioria tenha um córtex superior. A camada de fotobionte fica logo abaixo do córtex superior. Muitos líquens crostosos apresentam uma borda de hifas fúngicas não liquenizadas em suas extremidades. Essa borda, conhecida como protalo, pode ser preta, branca ou da mesma cor que o restante do talo. O termo "crostoso" deriva do latim crustosus, que significa "coberto de crosta".
- Lecanora chlarotera, que não tem protalo
- Caloplaca marina [en]
- Lecidella elaeochroma, mostrando um protalo preto estreito nas bordas

### Esquamuloso
Um líquen esquamuloso tem um talo composto por pequenas placas semelhantes a escamas – conhecidas como esquamulas – medindo de 1 a 15 mm de diâmetro. Essas placas podem estar fixadas ao substrato por toda a sua superfície inferior ou apenas ao longo de uma borda, de modo que se sobrepõem às placas vizinhas como telhas em um telhado. Um líquen esquamuloso geralmente não possui córtex em sua superfície inferior, embora algumas espécies possuam. Alguns liquenologistas consideram os líquens esquamulosos como líquens crostosos que se desprendem em suas bordas externas. Outros os consideram intermediários entre líquens crostosos e foliosos. Líquens esquamulosos são particularmente comuns em comunidades de crostas biológicas do solo. Na região Intermountain West dos Estados Unidos, por exemplo, quase 60% de todos os líquens do solo são esquamulosos. O termo "esquamuloso" deriva do latim squamulosus, que significa "dotado de pequenas escamas" (de squamula, o diminutivo de squama, que significa "escama").
- Lichenomphalia hudsoniana [en]
- Normandina pulchella [en]
- Placidium arboreum [en]

### Filamentoso
Diferentemente da maioria das outras formas descritas aqui (com exceção de alguns líquens bissoides), a morfologia de um líquen filamentoso é determinada por seu parceiro algal, e não pelo parceiro fúngico. Uma fina camada de hifas fúngicas envolve uma cadeia de algas, resultando em uma estrutura semelhante a fios ou cabelos. Devido à sua alta relação superfície-massa, eles podem absorver umidade rapidamente, permitindo que aproveitem até mesmo curtos períodos de alta umidade (como neblina ou orvalho). Frequentemente, são epífitos, crescendo em árvores em áreas florestadas, mas também são comuns em algumas zonas alpinas. Liquenologistas tendem a considerar os líquens filamentosos como um tipo de líquen fruticoso. Essa é uma forma de crescimento incomum, encontrada em apenas alguns gêneros. O termo "filamentoso" deriva do latim filamentum, que significa "filamento", derivado de filare, que significa "fiar", de filum, que significa "fio".
- Bryoria fremontii [en]
- Ephebe lanata

### Folioso
Um líquen folioso possui lobos planos, semelhantes a folhas, que geralmente não estão firmemente ligados ao substrato no qual cresce. Ele tipicamente apresenta superfícies superior e inferior distintas, cada uma geralmente coberta por um córtex; alguns, no entanto, não possuem um córtex inferior. A camada de fotobionte fica logo abaixo do córtex superior. Quando presente, o córtex inferior é geralmente escuro (às vezes até preto), mas ocasionalmente branco. Líquens foliosos são fixados ao substrato por hifas que se estendem do córtex ou da medula, ou por estruturas semelhantes a raízes chamadas rizinas. Estas últimas, encontradas apenas em líquens foliosos, apresentam uma variedade de formas que podem auxiliar na identificação de espécies. Alguns líquens foliosos se fixam apenas em um único pino robusto chamado rizoide, geralmente localizado próximo ao centro do líquen. Líquens com essa estrutura são chamados de "umbilicados". Em geral, líquens foliosos epífitos de tamanho médio a grande são moderadamente sensíveis à poluição do ar, enquanto líquens foliosos menores ou terrestres são mais tolerantes. O termo "folioso" deriva da palavra em latim foliosus, que significa "folioso".
- Xanthoria parietina [en]
- Flavoparmelia caperata [en]
- Parmelia sulcata [en]

### Fruticoso
Um líquen fruticoso é tipicamente arbustivo ou semelhante a um coral na aparência, embora alguns sejam semelhantes a cabelos ou tiras. Alguns crescem erguidos, enquanto outros pendem. Eles se fixam ao substrato apenas em um único ponto em sua base (ou, no máximo, em poucos pontos) e podem ser facilmente removidos. Às vezes, como no caso de líquens errantes, eles não estão fixados a nenhum substrato. Diferentemente de um líquen folioso, um líquen fruticoso não possui uma superfície superior e inferior distinta. Em vez disso, um córtex cobre toda a sua superfície, e a camada de fotobionte fica logo abaixo disso, em todos os lados dos ramos do líquen. O centro dos ramos de um líquen fruticoso varia dependendo do gênero envolvido. Na maioria, o centro é oco. No entanto, líquens do gênero Usnea [en] possuem um cordão elástico passando pelo meio. Essa é a forma de crescimento mais tridimensional dos líquens e a mais sensível à poluição do ar. O termo "fruticoso" deriva da palavra em latim fruticosus, que significa "arbustivo" ou "semelhante a um arbusto" (de frutex, que significa "arbusto").
- Evernia prunastri [en]
- Cladonia portentosa
- Ramalina farinacea [en]

### Gelatinoso
Um líquen gelatinoso, também amplamente conhecido como "líquen de geleia", é aquele com uma espécie de cianobactéria como o principal fotobionte. Cadeias do fotobionte, em vez de hifas fúngicas, compõem a maior parte do talo, que é não estratificado (e indiferenciado) como resultado. Esses líquens não possuem córtex. Apesar dessa falta de estrutura interna, líquens gelatinosos geralmente apresentam formas de crescimento externas que lembram as de líquens dominados por fungos. Líquens gelatinosos são particularmente comuns em áreas com chuvas irregulares ou inundações periódicas (como poças de maré). A presença de cianobactérias Nostoc permite ao líquen absorver quantidades significativas de umidade, inchando no processo. Ele pode então permanecer suficientemente hidratado para permitir a fotossíntese por muito tempo após o evento de umedecimento. O termo gelatinoso significa "semelhante a gelatina".
- Collema bachmanianum
- Leptogium phyllocarpum
- Collema subflaccidum

### Leproso
Um líquen leproso, geralmente considerado uma forma de líquen crostoso, tem uma aparência pulverulenta ou semelhante a poeira. Seu talo indiferenciado é uma mistura irregular de hifas fúngicas e células de fotobionte dispersas, sem córtex ou camadas definíveis. Morfologicamente, é a forma de crescimento mais simples. As paredes celulares dos líquens leprosos contêm compostos químicos que os tornam hidrofóbicos, repelindo a água em grande parte. No entanto, a falta de córtex permite que absorvam água diretamente do ar úmido. Líquens leprosos frequentemente crescem em locais úmidos e sombreados, geralmente intocados pela chuva. Eles podem estar completamente cobertos por sorédios – pequenos agregados de hifas fúngicas e células de fotobionte que podem se desprender para formar novas colônias de líquens. Eles nunca foram encontrados com esporocarpos. O termo "leproso" deriva do latim leprosus, que significa "escamoso" (do grego lepras, que significa "lepra").
- Lepraria neglecta
- Chrysothrix xanthina [en]

### Placodioide
Um líquen placodioide é uma forma de líquen crostoso com margens lobadas. Essas bordas lobadas, que se irradiam da parte central do líquen, são suas únicas seções de crescimento; a parte central do líquen geralmente contém estruturas reprodutivas e não se expande. As taxas de crescimento desses lobos podem variar – às vezes significativamente – o que pode levar alguns lobos a serem sobrepujados por outros. Quando isso acontece, os lobos sobrepujados param de crescer e são eventualmente engolidos pelo líquen em expansão. Como outros líquens crostosos, os líquens placodioides possuem um córtex em sua superfície superior, mas não na inferior. Isso permite diferenciá-los dos líquens foliosos, que podem ser semelhantes em aparência, mas possuem córtex superior e inferior. Líquens crostosos podem ser tanto placodioides quanto areolados, como, por exemplo, Variospora flavescens. O termo "placodioide" deriva do grego plakós, que significa "placa" ou "tablete", e do sufixo latim -oides, que denota semelhança.
- Variospora flavescens [en]
- Dimelaena oreina
- Lecanora valesiaca

## Os "parecidos"
Além das formas acima, os liquenologistas nomearam algumas formas de crescimento informais por sua semelhança com membros de gêneros específicos. Cada uma delas é um subconjunto de uma das formas de crescimento descritas acima. Para uma indicação de sua aparência, veja a galeria abaixo.

### Alectorioide
Líquens alectorioides são membros ou se assemelham a membros do gênero Alectoria [en]. Eles são fruticosos, tipicamente com um talo semelhante a uma barba, pendente ou agrupado; membros dos gêneros Bryoria [en], Oropogon, Pseudephebe [en] e Sulcaria também possuem esse tipo de crescimento.

### Catapirenioide
Líquens catapirenioides eram historicamente membros do gênero Catapyrenium; muitos foram transferidos para outros gêneros dentro da família Verrucariaceae [en]. Eles são esquamulosos e não possuem algas em seu himênio – a parte da estrutura reprodutiva onde os esporos são formados.

### Cetrarioide
Líquens cetrarioides eram historicamente classificados no gênero Cetraria [en]; muitos foram transferidos para outros gêneros dentro da família Parmeliaceae [en]. Eles são foliosos ou subfruticosos com lobos erguidos, e seus apotécios e picnídios estão localizados nas margens dos lobos.

### Hipogimnioide
Líquens hipogimnioides são membros ou se assemelham a membros do gênero Hypogymnia [en]. Eles são foliosos com lobos inchados e inflados, sem rizinas em suas partes inferiores. Membros do gênero Menegazzia [en] também possuem esse tipo de crescimento.

### Parmelioide
Líquens parmelioides eram historicamente classificados no gênero Parmelia [en]; muitos foram transferidos para outros gêneros dentro da família Parmeliaceae. Eles são principalmente foliosos, frequentemente intimamente ligados ao substrato no qual crescem, e possuem apotécios e picnídios em toda a sua superfície (laminal), em vez de apenas nas margens.

### Usneoide
Líquens usneoides são membros ou se assemelham a membros do gênero Usnea. Eles são fruticosos com um eixo central elástico na medula; membros do gênero Dolichousnea [en] também possuem esse tipo de crescimento.
Formas informais de crescimento
- Alectorioide (Alectoria sarmentosa [en])
- Catapirenioide (Catapyrenium cinereum)
- Cetrarioide (Cetraria aculeata [en])

- Hipogimnioide (Hypogymnia physodes)
- Parmelioide (Parmelia saxatilis [en])
- Usneoide (Usnea scabrata)